# Ровеньківський пивоварний завод
Ровеньківський пивоварний завод — промислове підприємство в місті Ровеньки Луганської області.

## Історія
Пивоварний завод поміщика Рутченкова відкрився в слободі Ровеньки Таганрозького округу області Війська Донського Російської імперії в 1906 році, з початком Першої світової війни, у липні 1914 року за указом Миколи II було заборонено виготовляти й продавати спиртні напої.
В ході громадянської війни селище опинилося в зоні бойових дій і підприємство постраждало, але надалі було відновлено.
З 20 липня 1942 до 17 лютого 1943 місто було окуповане німецькими військами, але надалі почалося його відновлення і вже в 1943 році завод відновив роботу.
У 1956 році завод перейшов у відання Луганського обласного управління промпродтоварів, а в 1966 році — у відання Луганського обласного управління харчової промисловості.
В цілому, за радянських часів пивоварний завод був одним з провідних підприємств міста .
Після проголошення незалежності України державне підприємство було перетворено в орендне підприємство, а в жовтні 1993 року — реорганізовано в закрите акціонерне товариство.
З весни 2014 року фабрика знаходиться на території т. зв. «Луганської Народної Республіки». У 2018 ватажок підтримуваних Росією бойовиків Леонід Пасічник нібито націоналізував «Ровеньківський пивоварний завод» — та той момент єдиний із працюючих у регіоні. Щоб не допустити націоналізації, працівники закликали на допомогу Володимира Путіна.